# Нисканен, Ийво
И́йво (И́иво) Хе́нрик Ни́сканен (фин. Iivo Henrik Niskanen; род. 12 января 1992, Оулу) — финский лыжник, трёхкратный олимпийский чемпион: в командном спринте (2014), в лыжных гонках на 50 км (2018) и 15 км в классическом стиле (2022). Чемпион мира 2017 года в гонке на 15 км. 
Младший брат лыжницы Кертту Нисканен. В сумме брат и сестра завоевали 9 олимпийских наград (5 у Ийво и 4 у Кертту).

## Карьера
На зимних Олимпийских играх в Сочи победил в командном спринте классическим стилем (вместе с Сами Яухоярви). На церемонии закрытия Олимпийских игр в Сочи был знаменосцем сборной Финляндии.
13 января 2015 года в Хельсинки на ежегодном мероприятии Suomen Urheilugaala вместе с Сами Яухоярви объявлен спортсменом 2014 года.
В феврале 2017 года на чемпионате мира в Лахти завоевал бронзовую медаль в командном спринте, а 1 марта завоевал золотую медаль в гонке на 15 км с раздельного старта классическим стилем, показав лучшее время в 36:44,0.
18 января 2018 года объявлен спортсменом 2017 года в связи с золотой медалью в индивидуальной гонке на 15 км на Чемпионате мира по лыжным видам спорта в Лахти. На этих же соревнованиях он заработал бронзу в командном спринте с Сами Яухоярви.
На зимних Олимпийских играх в Южной Корее 24 февраля 2018 года Нисканен победил в лыжных гонках на 50 км классическим стилем, завоевав на этой Олимпиаде первую (и, как позже оказалось, единственную) золотую медаль среди финских спортсменов. В январе 2019 году уже в третий раз в своей карьеры был избран Спортсменом года в Финляндии.
На зимних Олимпийских играх в Пекине 6 февраля в Национальном лыжном центре в Чжанцзякоу мужчины бежали скиатлон, 15 км классикой и 15 км вольным стилем. Уже через 2,5 км после старта его главный конкурент Большунов упал на спуске. Нисканен убежал в отрыв, но его быстро догнал Большунов и на финиш первого этапа приехали вместе. Переобувку он завершил на секунду быстрее соперника. 
Вскоре Большунов уже скинул преследователя — Нисканен проигрывал 13,5 секунд. Через несколько километров Ииво уступил 2-е место российскому лыжнику Денису Спицову. Но двум норвежцам не дал возможности его обогнать и финишировал третьим, выиграв свою третью медаль Олимпиад. 11 февраля Нисканен выиграл золото на дистанции 15 км классическим стилем с раздельным стартом. Занявший второе место Большунов отстал на 23,2 сек. В мужской эстафете 4×10 км 13 февраля Нисканен бежал на втором этапе классическим стилем и показал лучшее время среди всех участников этапа, но затем финны выступали слабее и заняли только шестое место с проигрышем чемпионам из команды ОКР более 4,5 минут. 16 февраля Нисканен завоевал серебро в командном спринте классическим стилем вместе с Йони Мяки, золото досталось норвежцам. В масс-старте на 50 км, который прошёл 19 февраля, Нисканен не выступал.
В сезоне 2021/22 Нисканен занял высшее в карьере третье место в общем зачёте Кубка мира и стал лучшим в зачёте дистанционных гонок.
На чемпионате мира 2023 года в Планице личных медалей Нисканен не завоевал (13-е место в скиатлоне и 6-е место в масс-старте классическим стилем на 50 км), но помог финнам выиграть медаль в эстафете впервые с 2009 года (а серебро в эстафете финны не выигрывали с 1997 года). Финны уступили 46,9 сек норвежцам, которые выиграли золото в мужской эстафете на 12-м чемпионате мира подряд.

## Результаты

### Олимпийские игры
| Олимпийские игры | Спринт | Командный спринт | 15 км раздельный старт | 15+15 км скиатлон | 50 км масс-старт | Эстафета |
| ---------------- | ------ | ---------------- | ---------------------- | ----------------- | ---------------- | -------- |
| 2014 Сочи        | —      | 1                | 4                      | 25                | 10               | 6        |
| 2018 Пхёнчхан    | 14     | —                | —                      | 19                | 1                | 4        |
| 2022 Пекин       | —      | 2                | 1                      | 3                 | —                | 6        |

### Чемпионаты мира по лыжным видам спорта
| Чемпионат мира  | Спринт | Командный спринт | 15 км раздельный старт | 15+15 км скиатлон | 50 км масс-старт | Эстафета |
| --------------- | ------ | ---------------- | ---------------------- | ----------------- | ---------------- | -------- |
| 2015 Фалун      | —      | —                | —                      | 26                | —                | 8        |
| 2017 Лахти      | —      | 3                | 1                      | —                 | —                | 5        |
| 2019 Зеефельд   | —      | 7                | 3                      | 4                 | —                | 4        |
| 2021 Оберстдорф | —      | —                | 18                     | 13                | 6                | 6        |
| 2023 Планица    | —      | —                | —                      | 13                | 6                | 2        |